# Петров, Николай Николаевич (пограничник)
Никола́й Никола́евич Петро́в (1947—1969) — советский пограничник, погибший при защите острова Даманский. Известен тем, что сделал фотокадры начала вооруженного конфликта в районе острова Даманский между советскими пограничниками и китайскими солдатами 2 марта 1969 года.

## Биография

Последний фотоснимок пограничника Николая Петрова, сделанный за несколько секунд до гибели.
Крайний справа: предположительно командир китайского отделения У Юнгао взмахом руки отдает условный сигнал для открытия огня по советским пограничникам

Родился 16 мая 1947 года в городе Улан-Удэ, Бурят-Монгольская АССР.
С детства увлёкся фото-, и киносъёмками. Николай посещал занятия на любительской киностудии, читал много специальной литературы. Снял и смонтировал до призыва в армию несколько короткометражных фильмов. Часть из них прошла по местному телевидению
Призван в пограничные войска КГБ СССР 11 ноября 1968 года. Начал служить на заставе «Нижне-Михайловка», командиром которого был Иван Стрельников.
На заставе получил необычную должность: фото- и киномеханик. В те годы китайские солдаты и гражданские лица неоднократно нарушали советско-китайскую границу и совершали провокации. Для документальной фиксации этих нарушений на пограничных заставах на границе с КНР и была введена эта должность.
На день своей гибели он успел отслужить три с половиной месяца.

## Гибель
В ночь с 1 на 2 марта 1969 года китайские солдаты скрытно заняли советский остров Даманский. Китайская группа оставалась незамеченной до 10:40, когда на 2-ю заставу «Нижне-Михайловка» 57-го Иманского пограничного отряда поступил доклад от поста наблюдения, что в направлении острова Даманского движется группа вооружённых людей численностью до 30 человек.
На место событий выехало 32 советских пограничника, в том числе начальник заставы старший лейтенант Иван Стрельников. Среди них был Николай Петров. В 11:10 они прибыли к южной оконечности острова. Пограничники под командованием Стрельникова разделились на две группы. Первая группа под командованием Стрельникова направилась к группе китайских военнослужащих, стоявших на льду юго-западнее острова. Здесь Николай Петров успел сделать несколько фотографий, впоследствии ставшие убедительными доказательствами того, что инициаторами вооружённого конфликта стали именно китайские военнослужащие.
По условному знаку командира китайского отделения  У Юнгао был открыт неожиданный огонь по советским пограничникам. В первые же секунды погибли начальник заставы Иван Стрельников и почти все пограничники из его группы, в том числе и Николай Петров. Перед гибелью Николай успел спрятать фотоаппарат в полушубок, поэтому китайцы не смогли его обнаружить и уничтожить фотографии.

## Награды
- Орден Красной Звезды[1]

## Память
- В Улан-Удэ в честь Николая Петрова названа улица.
- В Бурятии ежегодно проходит турнир по самбо памяти героя-пограничника Николая Петрова[2].